# بيرت يونغ
بيرت يونغ (بالإنجليزية: Bert Young)‏ (4 سبتمبر 1899 بليفربول في المملكة المتحدة - 1 يناير 1976) هو لاعب كرة قدم بريطاني (وحمل سابقاً جنسية المملكة المتحدة لبريطانيا العظمى وأيرلندا) في مركز الهجوم. لعب مع سويندون تاون وكوينز بارك رينجرز ونادي إيفرتون ونادي بانغور سيتي ونادي بريستول روفيرز ونادي برينتفورد ونيوبورت كونتي وAberdare Athletic F.C. ‏.